# Edward Rothstein
Pour les articles homonymes, voir Rothstein.
Edward Benjamin Rothstein, né le 16 octobre 1952 à New York (États-Unis), est un critique américain.
Il a écrit des critiques musicales au début de sa carrière, mais il est surtout connu pour son analyse critique des musées et des expositions de musées.

## Biographie
Edward Rothstein est titulaire d'une licence de l'université Yale (1973), d'une maîtrise en littérature anglaise de l'université Columbia et d'un doctorat du Comité de pensée sociale de l'université de Chicago (1994). Edward Rothstein  effectue également des études supérieures en mathématiques à l'université Brandeis. Il travaille longtemps au New York Times, mais il accepte un rachat (un paiement en espèces offert aux employés, avec une compensation basée sur une échelle mobile du nombre d'années passées à travailler pour l'employeur) du journal et rejoint le Wall Street Journal. Il écrit en 2020 qu'« au New York Times, la liberté d'expression a cédé la place à la pression du groupe, et le débat s'est transformé en intimidation ».
Edward Rothstein est le critique culturel général du New York Times, examinant particulièrement la portée et la profondeur des musées, grands et petits, un par un. Il a travaillé comme critique musical pour The New Republic et comme critique musical en chef pour le Times. Il a travaillé brièvement comme rédacteur chez Macmillan's Free Press au milieu des années 1980.
Edward Rothstein est par deux fois lauréat du prix ASCAP Deems Taylor pour la critique musicale et reçoit une bourse Guggenheim en 1991.

## Écrits
- Archive of Rothstein's The Wall Street Journal articles
- Archive of Rothstein's  The New York Times articles
- Archive of Rothstein's tech columns in The New York Times
- "Mozart: In Search of the Roots of Genius", Smithsonian, February, 2006.
- "Contemplating Churchill", Smithsonian, March, 2005.
- Visions of Utopia (New York Public Library Lectures in Humanities), with Herbert Muschamp and Martin E. Marty  (Oxford University Press, 2004)  (ISBN 0-19-517161-6).
- 1998 Diary in Slate
- Emblems of Mind: The Inner Life of Music and Mathematics (Times Books, 1995;University of Chicago Press, 2006).
- Foreword to Arthur Loesser's Men, Women and Pianos: A Social History (1991).
- Archive of Rothstein's essays 1979-90 in The New York Review of Books